# Kuppahalli, Krishnarajpet
Kuppahalli là một làng thuộc tehsil Krishnarajpet, huyện Mandya, bang Karnataka, Ấn Độ.